# Landtagswahl in Niederösterreich 1974
- SPÖ: 25
- ÖVP: 31

Die Landtagswahl in Niederösterreich 1974 fand am 9. Juni statt. Die ÖVP konnte als Wahlsieger ein Mandat von der SPÖ zurückerobern. Sie erreichte mit 31 der 56 Mandate die absolute Mehrheit im Landtag.

## Antretende Parteien
Zur Wahl traten in Niederösterreich vier Parteien an:
- Österreichische Volkspartei (ÖVP)
- Sozialistische Partei Österreichs (SPÖ)
- Freiheitliche Partei Österreichs (FPÖ)
- Kommunistische Partei Österreichs (KPÖ)

Wie schon in den vergangenen Wahlen gab es vier Wahlkreise.

## Amtliches Endergebnis
|                    | Ergebnisse 1974  | Ergebnisse 1974  | Ergebnisse 1974  | Ergebnisse 1969 | Ergebnisse 1969 | Ergebnisse 1969 | Differenzen | Differenzen | Differenzen |
| ------------------ | ---------------- | ---------------- | ---------------- | --------------- | --------------- | --------------- | ----------- | ----------- | ----------- |
| Stimmen            | %                | Mand.            | Stimmen          | %               | Mand.           | Stimmen         | %           | Mand.       |             |
| Wahlberechtigte    | 968.963          |                  |                  | 952.000         |                 |                 | + 16.963    |             |             |
| Abgegebene Stimmen | 869.441          | 89,73 %          |                  | 874.565         | 91,87 %         |                 | - 5.124     | - 2,14 %    |             |
| ungültige Stimmen  | 10.904           | 1,13 %           |                  | 10.768          | 1,13 %          |                 | + 136       | ± 0 %       |             |
| gültige Stimmen    | 858.537          | 88,60 %          |                  | 863.797         | 90,73 %         |                 | - 5.260     | - 2,13 %    |             |
| Partei             |                  |                  |                  |                 |                 |                 |             |             |             |
| ÖVP                | 447.444          | 52,12 %          | 31               | 435.138         | 50,38 %         | 30              | + 12.306    | + 1,74 %    | + 1         |
| SPÖ                | 376.648          | 43,87 %          | 25               | 385.174         | 44,59 %         | 26              | - 8.526     | - 0,72 %    | - 1         |
| FPÖ                | 25.563           | 2,98 %           | 0                | 27.798          | 3,22 %          | 0               | - 2.235     | - 0,24 %    | ± 0         |
| KPÖ                | 8.882            | 1,03 %           | 0                | 8.432           | 0,98 %          | 0               | + 450       | + 0,05 %    | ± 0         |
| DFP                | nicht kandidiert | nicht kandidiert | nicht kandidiert | 5.202           | 0,60 %          | 0               | - 5.202     | - 0,60 %    | ± 0         |
| NDP                | nicht kandidiert | nicht kandidiert | nicht kandidiert | 2.053           | 0,24 %          | 0               | - 2.053     | - 0,24 %    | ± 0         |
| Gesamt             | 858.537          | 100 %            | 56               |                 |                 |                 |             |             |             |